# Maximilian Christopher Miller
Pour les articles homonymes, voir Miller.
Maximilian Christopher Miller, né à Leipzig en 1674 et mort à Londres en 1734, est un géant allemand.

## Biographie
Il atteint 2,40 m et est exhibé et honoré à travers l'Europe. En 1728, il s'installe en Angleterre où il finit sa vie. 
Jules Verne le mentionne sous le nom de « Muller » dans son roman Le Testament d'un excentrique (partie 1, chapitre VIII). 